# Nemika Sultan
Nemika Sultan (9. března 1888 Istanbul – 6. září 1969 Istanbul) byla osmanská princezna. Byla dcerou Şehzade Mehmeda Selima a vnučka sultána Abdulhamida II.

## Mládí
Nemika Sultan se narodila 9. března 1888 v paláci Yıldız v Istanbulu. Jejím otcem byl princ Mehmed Selim a její matkou Iryale Hanim (dcera Hassana Ali Maršana a Fatmy Horecan Aradba). Její matka byla sestrou Nazikedy Kadinefendi, první manželky sultána Mehmeda VI. Byla druhým dítětem a jedinou dcerou svých rodičů. Měla staršího bratra, prince Mehmeda, který ale brzy zemřel. Byla vnučkou sultána Abdulhamida II. a jeho manželky Bedrifelek Kadinefendi.
V březnu roku 1898 se zúčastnila svatby své tety Naime Sultan a Mehmeda Kameleddina Paši. Během obřadu seděla spolu se svými tetami Şadiye Sultan a Ayşe Sultan.
Nemika přišla o svou matku v roce 1904, kdy jí bylo 16 let.

## Manželství
Nemika Sultan se provdala za Ali Kenana Isin Beye v červnu roku 1911 v paláci Yıldız. Páru byl věnován palác Göztepe, který využívali jako svou rezidenci. V listopadu roku 1912 porodila první dítě, dceru Fatmu Fethiye Hanimsultan. Rok poté, v září 1915, porodila syna Sultanzade Ibrahima. V roce 1920 pak porodila syna Sultanzade Kazima.
V březnu roku 1924 byla Osmanská dynastie při vzniku Turecké republiky vyhoštěna do exilu. Nemika se spolu s rodinou usadila v Nice ve Francii, kde v roce 1927 porodila své čtvrté a poslední dítě, dceru Emine Satia Hanım. Jeden z jejích synů po vyhoštění ze země pracoval v Saúdské Arábii a Kuvajtu. Její vnuk se oženil v roce 1983 s Britkou, která následně konvertovala k islámu a přijala jméno Azize.
Všechny její děti jsou již po smrti, její vnoučata jako např. Selma Sibai Osmanoğlu a Orhan Osmanoğlu stále žijí. Jeden z jejích vnuků zemřel v roce 2009.
Nemika ovdověla v roce 1962 a znovu se neprovdala.

## Smrt
V roce 1952, kdy byla oficiálně zbavena titulu princezny, se vrátila zpět do Istanbulu a usadila se ve čtvrti Bostancı. Podle jejího vnuka toužila po návratu do rodné země dříve než zemře.
Nemika Sultan zemřela 6. září 1969 ve věku 81 let a byla pohřbena v mauzoleu Şehzade Kemaleddina, nacházejícím se na istanbulském hřbitově Yahyi Efendiho.

## Potomstvo
Nemika Sultan a Ali Kenan Bey měli společně 4 děti:
- Fatma Fethiye Hanımsultan (13. listopadu 1912 – 20. dubna 1998, zemřela a je pohřbena v Libanonu), vdala se a neměla děti
- Sultanzade Ibrahim Bey (14. září 1915 – 21. června 1969, zemřel a byl pohřben v Libanonu), oženil se a měl děti
- Sultanzade Kazim Bey (1. března 1920 – 15. května 2003, zemřel a byl pohřben v Libanonu), oženil se a měl děti
- Emine Satia Hanımsultan (15. ledna 1927, narozena ve Francii – 6. června 2003, zemřela a byla pohřbena v Istanbulu), provdala se a měla děti